# Jorge Lavat
 (mai 2016).
Jorge Lavat (né Jorge Lavat Bayona le 3 août 1933 à Mexico, mort le 14 septembre 2011), est un acteur mexicain. Il est le frère des acteurs Queta Lavat et José Lavat.

## Biographie
Jorge Lavat est né à Mexico. Il est le fils de Francisco Lavat Verástegui et de Edelmira Bayona Oropeza. Il a six frères et sœurs : Francisco, Paquita, Martha, María Elena et aussi les acteurs Queta Lavat et José Lavat. Pendant sa jeunesse, il voyage à Tijuana avec l'intention de devenir pilote d'avion, mais il est retourne à la capitale où il travaille comme réceptionniste dans un hôtel. Il accompagne fréquemment sa sœur Queta aux studios San Ángel où en 1957 il fait ses débuts en prêtant sa voix pour le doublage de séries nord-américaines comme Los locos Adams, Los Intocables et El Avispón Verde.
Jorge s'est marié trois fois. La première fois avec Beatriz Romo, puis il entretient une relation avec Chuty Rodriguéz avec laquelle il a deux enfants : Paola et l'actrice Adriana Lavat. Jorge se marie ensuite avec Socorro Burgos, union dont sont issus deux enfants : Valery et Jorge Francisco. Il divorce puis entretient une relation avec Ana María Torres Landa. Il se remarie ensuite avec l'actrice Rebeca Manríquez.

## Carrière
La carrière de Jorge Lavat débute en 1958 quand le producteur Gregorio Wallerstein le contacte pour jouer dans le film Las mil y una noches aux côtés de l'acteur Germán Valdés "Tin Tan" et de l'actrice María Antonieta Pons. Par la suite, il participe à la première telenovela réalisée au Mexique, Senda prohibida, en 1958. 
Il a joué dans plus de trente films, parmi lesquels on trouve ¡Ay Jalisco no te rajes!, El escapulario, Flor marchita, La hermanita Dinamita, Secreto de confesión Triángulo,  Yesenia et La caravana de la muerte. Il a participé à des telenovelas telles que Corona de lágrimas, Anita de Montemar, Cruz de amor, Yesenia (telenovela de 1970), La constitución, Hermanos Coraje, Quinceañera, Muchachitas et La vida en el espejo entre autres, ainsi que d'innombrables de pièces de théâtre. Les 8 dernières années de sa vie, il a présenté le monologue Pena de muerte en faisant des représentations à travers toute la république mexicaine.

## Filmographie

### Telenovelas
- 1958 : Senda prohibida : "Nachito" Chavero Moncada
- 1965 : Corona de lágrimas : Ignacio
- 1965 : Un grito en la obscuridad
- 1966 : La sombra del pecado
- 1967 : Anita de Montemar : Héctor
- 1967 : Deborah
- 1967 : El usurpador
- 1967 : Obsesión
- 1968 : Cynthia
- 1968 : Cruz de amor : Marcos Belmar
- 1969 : Una plegaria en el camino
- 1969 : La familia
- 1969 : De turno con la angustia
- 1970 : Cuando regreses : Eduardo
- 1970 : Yesenia : Oswaldo Leroux
- 1970 : La constitución : Jaime López
- 1971 : Cristo negro : Javier
- 1972 : Hermanos Coraje : Jerónimo Coraje
- 1973 : El honorable señor Valdez : Héctor
- 1976 : Mi hermana la Nena : Jorge
- 1977 : Acompáñame : Docteur
- 1979 : Añoranza : Alberto
- 1979 : Julia
- 1981 : El periquillo sangriento
- 1983 : Amor ajeno : Charlie
- 1985 : Vivir un poco : Antonio
- 1986 : Monte calvario : Armando Montero
- 1987 : Quinceañera : Roberto Villanueva
- 1991 : Muchachitas : Guillermo Sánchez-Zúñiga
- 1998 : Perla : César
- 1999 : La vida en el espejo : Don Omar
- 2001 : Cara o cruz : Melchor Hidalgo
- 2002 : La virgen de Guadalupe : Agustín Xolotl
- 2010 : Eva Luna : Julio Arismendi

### Videojeux
- 2010 : Fable III : Sir Walter